# Pîleava, Buceaci
Pîleava (în ucraineană Пилява) este localitatea de reședință a comunei Pîleava din raionul Buceaci, regiunea Ternopil, Ucraina.

## Demografie
Componența lingvistică a localității Pîleava
     Ucraineană (100%)
Conform recensământului din 2001, toată populația localității Pîleava era vorbitoare de ucraineană (100%).